# 조시 스틴슨
조슈아 랜덜 스틴슨(Joshua Randall Stinson , 1988년 3월 14일 ~ )는 미국의 야구 선수이자, 전 한국 프로야구 KIA 타이거즈의 투수이다.

## 한국 프로야구시절
2015시즌을 앞두고 KIA 타이거즈에 영입되었다. 2015년 8월 18일 SK 와이번스와의 홈경기에서 7이닝 2실점으로 호투하며 데뷔 첫 10승을 달성하였다. 이로써 팀은 2012년 앤서니 르루 이후 3년만에 10승 외국인수를 배출하였다.
2015 시즌 32경기에 등판해 11승 10패, 평균자책점 4.96을 기록했지만 포스트시즌 다툼이 치열했던 후반기 부진으로 인해 아쉽게 재계약에 실패했다.
- baseball-reference.com- Joshua Randall Stinson